# Корт-стрит (линия Фултон-стрит, Ай-эн-ди)
|  |
|  |
|  |
|  |

|  |
|  |
|  |
|  |

Корт-стрит (англ. Court Street) — бывшая станция Нью-Йоркского метро, расположенная в Бруклине на неиспользуемой ветке линии Фултон-стрит. Станция была построена как конечная для локальных поездов и открыта 9 апреля 1936 года вместе с большим участком линии. Она имеет одну островную платформу и два пути, заканчивающихся тупиками. Закрыта в 1946 году, открыта заново в 1976 как Транспортный музей Нью-Йорка. Является одной из всего двух станций компании Ай-эн-ди, которые были закрыты, и единственной из них сохранившейся до наших дней.

## История
При строительстве линии Фултон-стрит планировалось, что на ближайшей отсюда к востоку станции Хойт-стрит — Скермерхорн-стрит маршруты будут разветвляться: сюда пойдут локальные, а экспрессы повернут на север и через станцию Джей-стрит — Метротек проследуют в Манхэттен. Это соответствовало общей тенденции заканчивать локальные маршруты внутри боро, а экспрессы тянуть дальше через Ист-Ривер. Данная станция была построена как конечная, хотя рассматривалась и перспектива продления линии в Манхэттен и соединения её с планировавшейся линией Второй авеню.
Локальный маршрут, обслуживающий эту станцию, так и не был пущен. Локальные пути станции Хойт-стрит — Скермерхорн-стрит использовал только ходивший сюда челнок. Все маршруты, локальные и экспрессы, шли и идут до сих пор по экспресс-путям на север.
Из-за близости других станций, а также необходимости пересадки на челнок, пассажиры пользовались этой станцией мало, и 1 июня 1946 года она была закрыта. Тем не менее функционально она сохранилась до сих пор.
Примерно в 1960 году станция стала использоваться для киносъёмок. В частности, на ней были сняты в 1974 году фильм «Захват поезда Пелэм 1-2-3» и в 2009 году его ремейк.

## Транспортный музей Нью-Йорка
4 июля 1976 года на станции был открыт Транспортный музей Нью-Йорка (англ. New York Transit Museum). Экспозиция развёрнута как на уровне мезонина, так и на платформе. На путях у платформы стоят два поезда, составленные из разнообразных вагонов различных эпох: с одной стороны вагоны, имеющие ширину стандарта «дивизиона A», а с другой — «дивизиона B». Ещё два таких поезда используются для организуемых музеем экскурсий по метрополитену.
Музей был открыт как временная выставка, которая была приурочена к отмечавшемуся в 1976 году 200-летию США. Она должна была закрыться по окончании празднования, однако оказалась настолько популярной, что в конце концов превратилась в постоянный музей. В 2011 году был сооружён отдельный вход для пассажиров с ограниченными возможностями, аналогично тому как это делается на действующих станциях.
Экспозиция музея освещает такие темы, как метро, автобус, железная дорога, а также мосты и тоннели. Среди экспонатов есть старинные вывески, макеты и диорамы. Внутри вагонов, демонстрируемых в музее, поддерживается меблировка, соответствующая той или иной эпохе, а также карты метро и рекламные плакаты, передающие атмосферу времени. В торце платформы находится диспетчерская с полностью функционирующим оборудованием, которая использовалась, когда станция была действующей, и до сих пор используется, когда необходимо переместить поезда-экспонаты.
Помимо собственно экскурсий по музею и по всему метрополитену, музей проводит лекции, семинары, демонстрации фильмов. Кроме вагонов метро, музей содержит парк старинных автобусов, которые не имеют постоянной площадки для демонстрации, однако участвуют в фестивалях, проводимых ежегодно с 1994 года. Во время фестиваля музей работает бесплатно.
Частью музея является также коллекция документов, хранящаяся в музее и в архивах, доступ в которые можно получить через музей. Некоторые исторические фотографии из этой коллекции можно увидеть на страничке музея на сайте Historypin.

## Галерея
- Тупик в конце пути № 2
- Экспозиция турникетов
- Экскурсионный «Многоцветный поезд[англ.]»
- Действующая диспетчерская
- Схема путей в окрестностях станции в диспетчерской

- Во время автобусного фестиваля